# Гай Калвизий Сабин (консул 26 г.)
Вижте пояснителната страница за други личности с името Гай Калвизий Сабин.
Гай Калвизий Сабин (на латински: Gaius Calvisius Sabinus; † 39 г.) e политик и сенатор на ранната Римска империя.

## Биография
Произлиза от фамилията Калвизии и е син на Гай Калвизий Сабин (консул 4 пр.н.е.).
През 26 г. той е консул заедно с Гней Корнелий Лентул Гетулик. След това е управител на Панония.
Гай Калвизий Сабин е женен за Корнелия († 39 г.) от род Корнелии, която му изневерява с Тит Виний през 39 г. в Панония, където той е военен трибун. Обратно в Рим тя трябва да се яви затова на съд, но преди съда 39 г. Гай и Корнелия се самоубиват.